# Bahnmanöver
Als Bahnmanöver wird in der Raumfahrt und Himmelsmechanik bzw. Raumflugmechanik ein Vorgang bezeichnet, mit dem ein künstlicher Erdsatellit oder ein interplanetarer Flugkörper durch zeitlich begrenzte Zündung eines Rückstoß-Motors gezielt auf eine andere Bahn gebracht wird.
Gegenstand von Bahnmanövern ist immer eine dosierte Änderung der Geschwindigkeit (Beschleunigung, Bremsung) in Betrag und/oder Richtung. Für größere Änderungen ist ein abschaltbarer Raketenmotor erforderlich (mit flüssigem Treibstoff oder evtl. mit Ionenantrieb); für kleinere Änderungen genügen Düsen für komprimiertes Gas.
Da neben der Dosierung des Rückstoßes (nach hinten, bzw. vorne) auch seine genaue Richtung entscheidend ist, muss der Flugkörper im Raum stabilisiert sein (gravitative, magnetische oder Kreiselstabilisierung). Diese Instrumente können auch durch geeignete Sensoren wie Sternsensoren ergänzt oder überprüft werden.
Der Zweck eines Bahnmanövers kann sein:
- bei Erdsatelliten bzw. bei künstlichen Satelliten um den Mond oder andere Planeten:
  - die Vergrößerung der Bahnachse (Flughöhe) oder Umlaufzeit (durch Beschleunigung)
  - die Verringerung der Bahnachse, Flughöhe oder Umlaufzeit (durch Bremsung)
  - die Erzielung einer bestimmten Bahnform (z. B. Kreisbahn, Rendezvousmanöver, sonnensynchrone Bahn)
  - die Änderung der Bahnebene (durch seitliche Beschleunigung)
  - eine kleine Kurskorrektur (meist durch Gasdüsen);
- bei Mondsonden oder interplanetaren Raumsonden:
  - die Vergrößerung oder Verkleinerung der Bahnachse (siehe oben)
  - das Ansteuern einer Übergangsbahn zu einem anderen Himmelskörper
  - das Einschwenken in eine Umlaufbahn um diesen (siehe auch Mondsatellit) oder das Verlassen einer solchen zu Weiterflug oder Rückkehr
  - die Einleitung eines Landemanövers
  - das Ansteuern eines Swing-by an einem Himmelskörper (Gravitationsmanövers zur Erhöhung oder Erniedrigung der Bahnenergie)
  - Kurskorrekturen zur Feinabstimmung der Flugbahn oder ihres Zeitablaufs.

## Geschichtliche Entwicklung
In den ersten Jahren der Raumfahrt war die Technik von Bahnmanövern noch nicht entwickelt, sodass die erreichten Bahnen ausschließlich davon abhingen, wie genau der Raketenstart gesteuert werden konnte. Die Abweichungen der Brenndauer bzw. der Brennschlussgeschwindigkeit vom Sollwert betrugen typischerweise einige Promille, die Richtungsfehler einige Zehntelgrad. Bei den ersten Mondsonden bewirkten diese Fehler, dass z. B. aus einer geplanten „harten Landung“ auf dem Erdtrabanten ein Vorbeiflug im Abstand zehntausender Kilometer wurde.
Später ging man dazu über, vor der Übergangsbahn zum Mond oder zu Mars/Venus eine sogenannte Parkbahn um die Erde einzuschieben. Nach genauer Bahnvermessung konnte dann die erforderliche Beschleunigung wesentlich genauer dosiert werden, als direkt mit einer längeren Brenndauer der obersten Raketenstufe.
Der Flug heutiger Raumsonden kann hundert- bis tausendfach genauer als damals gesteuert werden, was aber eine komplexe Aufeinanderfolge mehrerer Bahnmanöver erfordert. Das erste Mal wurde eine solche Serie von Manövern beim Flug der Merkursonde Mariner 10 zwischen November 1972 und März 1975 angewandt:
- Genaue Bahnbestimmung der Parkbahn
- Einschuss in eine Übergangsbahn zum Planeten Venus
- Bahnmanöver für ein genaues Swing-by an der Venus, was die Bahnenergie um 60 % verringerte (ist zum Erreichen sonnennaher Planeten erforderlich)
- feine Modifikation der Bahnachse (Abstand von der Sonne)
- letzte Kurskorrekturen in Merkurnähe für den ersten Vorbeiflug
- zeitliche Abstimmung des Sonnenumlaufs, um nach zwei Merkurumläufen (2× 88 Tage) nochmals in dessen Nähe zu gelangen
- Bahnkorrekturen für einen dritten Anflug in geringerer Flughöhe.

Noch komplizierter waren die Flüge der Voyager-Sonden zu Jupiter und den äußeren Gasplaneten, wobei noch spezielle Annäherungen an einige Jupitermonde durchgeführt wurden.
Auch die neueren Kometensonden und die Plutosonde New Horizons wurden so gezielt gesteuert, dass Gravity-Assist-Manöver und Vorbeiflüge an weiteren Himmelskörpern möglich wurden.